# Konrad Volgger
Konrad Volgger (ur. 1911, zm. ?) – zbrodniarz hitlerowski, członek załogi niemieckiego obozu koncentracyjnego Mauthausen-Gusen i SS-Rottenführer.
Obywatel austriacki. Członek Waffen-SS od 1 września 1944 (wcześniej służył w Wehrmachcie). Od 1 września 1944 do 5 maja 1945 był strażnikiem w Linz III, podobozie KL Mauthausen. Volgger był konwojentem więźniarskich drużyn roboczych pracujących w fabryce zakładów Hermann Göring w Linzu i pełnił służbę wartowniczą.
W procesie załogi Mauthausen-Gusen (US vs. Josef Bartl i inni) skazany został na 10 lat pozbawienia wolności za pobicie kolbą karabinu dwóch więźniów, z których jeden na skutek tego zmarł.